# Umm al Kurkum
Umm al Kurkum är en ö i Förenade Arabemiraten.   Den ligger i emiratet Abu Dhabi, i den västra delen av landet, 160 kilometer väster om huvudstaden Abu Dhabi. Arean är 0,36 kvadratkilometer.
Terrängen på Umm al Kurkum är mycket platt. Öns högsta punkt är 7 meter över havet. Den sträcker sig 1,0 kilometer i nord-sydlig riktning, och 0,9 kilometer i öst-västlig riktning.